# 皮索齊克
51°1′41″N 31°9′30″E / 51.02806°N 31.15833°E
皮索齊克（烏克蘭語：Пісоцьке），是烏克蘭北部的村莊，隸屬切爾尼希夫州的切爾尼希夫區。該村始建於1666年，面積0.62平方公里，海拔高度114米，2001年人口98，人口密度每平方公里157.1人。